# 川口市立芝中央小学校
川口市立芝中央小学校（かわぐちしりつ しばちゅうおうしょうがっこう）は、埼玉県川口市芝高木にある公立小学校。

## 沿革
- 2012年 - 川口市立芝東小学校を統合[1]

## 教育目標
「生き生きと意欲的に活動する子」
- 考える子
- 心豊かな子
- じょうぶな子[2]

## 通学区域
- 伊刈 - なし
- 大字芝 - なし
- 芝下1丁目 - なし
- 芝下2丁目 - 全域
- 芝下3丁目 - 全域
- 芝宮根町 - 全域
- 芝高木1丁目 - 全域
- 芝高木2丁目 - 全域
- 芝東町 - なし
- 柳根町 - 一部
- 柳崎1丁目 - 一部[3]